# Joan Calvet i Taulé
Joan Calvet i Taulé (Barcelona, 21 d'octubre de 1832 – Barcelona, 24 de febrer de 1863) fou compositor, professor de música i reconegut organista català.

## Biografia
Fou fill de Pasqual Calvet i d'Antònia Taulé, ambdós naturals de Els Prats de Rei. A l'edat de dotze anys fou acceptat com a cantor del cor de l'església de Nostra Senyora del Pi, a Barcelona, on es formà amb el mestre Josep Rodés. Després va estudiar composició i va començar a estudiar el que més endavant seria la seva vocació, l'orgue, amb Josep Sabater i Pere Ganelli.
En traspassar Rosés, Joan Calvet, amb 25 anys, es va presentar a les oposicions del magisteri del Pi. Els membres del tribunal, els mestres Quintana, Puig i Manet, li varen atorgar la plaça en primera posició, però la decisió no va ser tan fàcil, ja que va ser rebutjada pels encarregats de firmar el nomenament i atorgaren el càrrec a l'aspirant que havia quedat en segon lloc. Calvet presentà un plet contra el tribunal, però procés va tenir uns resultats negatius per a la salut del músic. Finalment Calvet va acceptar la plaça d'organista al monestir de Santa Clara, que regí fins al seu traspàs.
Es conserven obres seves a l'Arxiu Musical del Monestir de Montserrat i als fons musicals de Santa Maria del Pi i de la catedral-basílica del Sant Esperit de Terrassa.